# Pelican Latin American Library
Die Pelican Latin American Library (PLAL; Pelican Lateinamerikanische Bibliothek) war eine Fachbuchreihe, die in den 1970er Jahren von Penguin Books UK in Harmondsworth herausgegeben wurde. Die Reihe wurde im Gefolge des Erfolgs einer anderen Penguin-Verlagsreihe, der Penguin African Library, ins Leben gerufen. Der Chefredakteur der Reihe war Richard Gott, der langjährige Lateinamerika-Korrespondent des Guardian.
Die Reihe startete zu einer Zeit, als die lateinamerikanische Politik von zahlreichen Herausforderungen wie Militärdiktatur, US-amerikanischer Hegemonie, weit verbreiteter Armut und Guerillaaufständen, die oft von der marxistischen Befreiungstheologie inspiriert waren, erschüttert wurde. Das erste Buch der Reihe war Carlos Marighellas For the liberation of Brazil (Für die Befreiung Brasiliens). Da die Reihe als linkslastig empfunden wurde, kam es zu Reibereien mit dem Eigentümer Pearson Longman, so dass der Druck schließlich eingestellt wurde.

Zur Verteidigung seiner abenteuerlustigen, aber viel kritisierten Pelican Latin American Library, schrieb der Herausgeber Richard Gott 1973: 

„It is the lack of balance in the origins of the authors in the PLAL that worries me, more than allegations of Leftist bias. I can find a hundred Frenchmen to write about Allende, or the military, or the Catholic Church, or the Tupamaros, or foreign investment, but I am hard pressed to find many Englishmen who can put pen to paper and produce a readable, scholarly book on a subject of importance. / Es ist die mangelnde Ausgewogenheit in der Herkunft der Autoren des PLAL, die mich mehr beunruhigt als der Vorwurf der linken Voreingenommenheit. Ich kann hundert Franzosen finden, die über Allende, das Militär, die katholische Kirche, die Tupamaros oder ausländische Investitionen schreiben, aber ich kann kaum viele Engländer finden, die einen Stift zu Papier bringen und ein lesbares, wissenschaftliches Buch über ein wichtiges Thema verfassen können.“

## Bände (Auswahl)
- Alain Labrousse, The Tupamaros
- Alain Gheerbrant, The Rebel Church in Latin America
- Andre Gunder Frank, Capitalism and Underdevelopment in Latin America
- Camilo Torres Restrepo, Revolutionary Priest
- Carlos Marighela, For the Liberation of Brazil (übersetzt von John Butt und Rosemary Sheed)
- Che Guevara, Guerrilla Warfare
- Fidel Castro, Fidel Castro Speaks
- Francisco Julião, Cambão – the Yoke: The Hidden Face of Brazil
- Gerrit Huizer, Peasant Rebellion in Latin America
- Jean-Pierre Bernard et al.,  Guide to the Political Parties of South America
- John Womack Jr., Zapata and the Mexican Revolution
- Marcel Niedergang, The Twenty Latin Americas (2 Bände)
- Miguel Arraes, Brazil: The People and the Power
- Paul Gallet, Freedom to Starve
- Regis Debray, Revolution in the Revolution?
- Regis Debray, Strategy for Revolution
- Richard Gott, Rural Guerrillas in Latin America
- Sven Lindqvist, The Shadow: Latin America Faces the Seventies
- Thomas Melville und Marjorie Melville, Guatemala – Another Vietnam?
- Victor Daniel Bonilla, Servants of God or Masters of Men?
- Salvador Allende, Chile's Road to Socialism